# Deutscher und Österreichischer Alpenverein
De Deutscher und Österreichischer Alpenverein DuÖAV (Nederlands: Duitse en Oostenrijkse Alpenvereniging) was een samenwerkingsverband van de alpenverenigingen uit het Duitse Rijk, Oostenrijk en Duitstalig Bohemen, dat van 1873 tot 1938 bestond.
De Berliner Hütte in de Zillertaler Alpen is onder verantwoordelijkheid van de DuÖAV gebouwd.

## Geschiedenis
De Österreichischer Alpenverein OeAV was in 1862 de eerste bergsportvereniging die in een van de landen van de Alpen werd opgericht. Weense Sektion Austria als eerste van het Europese vasteland. De Deutscher Alpenverein DAV kwam uit de op 9 mei 1869 in München opgerichte Bildungsbürgerliche Bergsteigerverein voort. De oprichters van deze vereniging waren voor het overgrote deel ontevreden leden van de zeven jaar eerder opgerichte Österreichischer Alpenverein, die de toeristische ontsluiting van de Alpen niet alleen moreel en academisch, maar juist actief, door middel van bouw van hutten en wegen wilden ondersteunen.
Op initiatief van de Ötztaler pastor Franz Senn fuseerden de DAV en OeAV in 1873 tot DuÖAV. De vereniging was federaal ingericht en onderverdeeld in zelfstandige secties. In 1918 schonk de uit Villach afkomstige houthandelaar Albert Wirth 40 km² grond rondom de Großglockner en de Pasterzegletsjer aan de alpenvereniging. Dit vormde later de basis voor het Nationaal Park Hohe Tauern. In 1927 werd in de statuten een nieuwe doelstelling opgenomen, Erhaltung der Ursprünglichkeit und Schönheit des Hochgebirges, behoud van de oorspronkelijkheid en schoonheid van het hooggebergte.
Omstreden was de nationalistische en antisemitische koers in de tijd tussen de twee wereldoorlogen. Aan het begin van de 20e eeuw werd in de kleinere secties de zogenaamde Ariërparagraaf toegepast. Dat hield in dat Joden geen lid mochten worden. Eduard Pichl, die voorzitter was van de Sektion Austria, voerde in 1921 deze Ariërparagraaf door. In datzelfde jaar werd de Sektion Donauland opgericht, waarin zich vele uitgesloten bergbeklimmers verzamelden, waaronder Viktor Frankl, Fred Zinnemann en Joseph Braunstein. De sectie Donauland werd in 1924 uit de vereniging buitengesloten.
De DuÖAV, die van 1933 tot 1937 in Stuttgart was gevestigd, kon zich in het begin vanwege zijn internationale karakter onttrekken aan de directe greep van de Nationalsozialistischen Reichsbund für Leibesübungen NSRL, Duits voor Nationaalsocialistische Rijksbond voor lichaamsbeoefening. Na de Anschluss van Oostenrijk en Sudetenland werd de DuÖAV, die toen nog alleen Deutscher Alpenverein DAV heette, als Fachverband Bergsteigern bij de NSRL gevoegd. Arthur Seyss-Inquart werd de leider van de vereniging, die na afloop van de Tweede Wereldoorlog werd opgeheven.
In 1945 werd de Österreichischer Alpenverein opnieuw opgericht en in 1952 de Deutscher Alpenverein. Tot die tijd verzorgde de ÖAV de bezittingen van de DAV.
Thans hebben de ÖAV en de DAV samen met de Alpenverein Südtirol AVS een vriendschappelijke band en werken zij nauw samen.